# Eugenia arawakorum
Eugenia arawakorum är en myrtenväxtart som beskrevs av Noel Yvri Sandwith. Eugenia arawakorum ingår i släktet Eugenia och familjen myrtenväxter.
Artens utbredningsområde är Guyana. Inga underarter finns listade i Catalogue of Life.